# Phyllophaga latifrons
Phyllophaga latifrons är en skalbaggsart som beskrevs av Leconte 1856. Phyllophaga latifrons ingår i släktet Phyllophaga och familjen Melolonthidae. Inga underarter finns listade i Catalogue of Life.